# Пабло, Мишель
Мише́ль Па́бло (греч. Μισέλ Πάμπλο, фр. Michel Pablo, 24 августа 1911 — 17 февраля 1996); настоящее имя Михалис Раптис (греч. Μιχάλης Ν. Ράπτης) — деятель троцкистского движения греческого происхождения.

## Ранняя деятельность
Михалис Раптис (будущий Мишель Пабло) родился в Александрии (Египет) в семье греческого инженера. Детство провёл на Крите. Окончив Афинский политехнический университет, он продолжил своё образование в Сорбонне, где изучал градостроительство.
В революционное движение пришёл в конце 1930-х годов, стал археомарксистом, затем примкнул к троцкистской фракции «Спартакос». Совместно с первым генсеком Коммунистической партии Греции Панделисом Пулиопулосом Мишель Пабло выступал как представитель Международной Левой оппозиции, но подвергался критике со стороны Л. Д. Троцкого. На учредительной конференции Четвёртого интернационала в Париже в 1938 году Пабло представлял греческих троцкистов.
Пабло подвергался преследованиям со стороны правого режима военного диктатора Греции Иоанниса Метаксаса, был арестован и сослан на остров Фолегандрос в Эгейском море. Хотя попытки Пабло установить контакты с членами Коммунистической партии Греции, также отбывавшими здесь ссылку, не увенчались успехом, но на острове он встретил Элли Диовуниоти, ставшую его женой. Им удалось совместно бежать с острова и покинуть Грецию. Начавшаяся Вторая мировая война застала его серьёзно заболевшим в Париже. Из-за этого заболевания он до 1944 года играл незначительную роль в деятельности французских троцкистов, хотя сообщалось, что он давал образовательные занятия для Союза коммунистов Давида Корнера.

## В руководстве Четвертого интернационала
В 1944 году Пабло был полностью вовлечён в движение и был избран организационным секретарём Европейского бюро Четвёртого интернационала, в задачу которого входило восстановление потерянных за годы войны контактов между троцкистскими группами в Европе.
После войны Пабло стал центральной фигурой в Интернационале, пользуясь поддержкой СРП и Джеймса П. Кэннона. В этот период Пабло играл ключевую роль в воссоединении Интернационала, его централизации и определении его стратегии. В 1946 году Пабло посетил Грецию, где с его помощью произошло объединение четырёх троцкистских групп.
После Второй мировой войны лидеры Международного секретариата Четвёртого интернационала Мишель Пабло и Эрнест Мандель считали, что страны Восточной Европы, освобождённые Красной Армией в 1944—1945 годах и вскоре преобразованные в «народные демократии», продолжают оставаться буржуазными государствами. Эта точка зрения базировалась на утверждении, что уничтожение капитализма невозможно осуществить сверху. В дальнейшем эта позиция была пересмотрена, и третий мировой конгресс Четвёртого интернационала, проходивший в 1951 году, признал страны Восточной Европы деформированными рабочими государствами .
Тогда же Пабло была предложена тактика долгосрочного энтризма, известного как энтризм особого типа («entryism sui generis»). Пабло утверждал, что только долгосрочный энтризм в массовые коммунистические и социал-демократические партии поможет троцкистскому движению избежать изоляции. В тот период эта тактика подверглась критике со стороны части бывшей британской Революционной коммунистической партии во главе с Джоком Хастоном и Тэдом Грантом, не желавшими работать внутри Лейбористской партии.

## Паблоизм
В 1953 году американская, английская и часть французской (группа в Международной коммунистической партии во главе с Пьером Ламбером и Марселем Блайбтроем) секции Четвёртого интернационала, оппозиционно настроенные к Международному секретариату, вышли из Интернационала, образовав Международный комитет Четвёртого интернационала. Основным объектом их критики стала тактика энтризма Мишеля Пабло, обозначенная ими как «паблоизм».
В 1950-е — 1960-е годы Пабло стал уделять больше внимания перспективам развития революционного движения в странах «третьего мира», а также написал программную статью, предвосхищавшую важную роль движения за эмансипацию женщин. В начале 1960-х в рамках Международного секретариата Четвёртого интернационала (МСЧИ) появились новые разногласия. Кроме того, к концу 1950-х годов секции Интернационала, оставшиеся под руководством Международного секретариата, стали отходить от паблоистской тактики энтризма.
Пабло был очень тесно вовлечён в движение солидарности алжирской национально-освободительной борьбы против Франции. Вместе со своим товарищем Сал Сантеном он был арестован в Нидерландах по обвинению в подделке денег и контрабанде оружия для повстанцев Фронта национального освобождения. Кампанию по освобождению Пабло инициировал сам Жан-Поль Сартр. В итоге в 1961 году Пабло был приговорён к 15 месяцам тюрьмы и освобождён по окончании судебного разбирательства. После освобождения Мишель Пабло, которому было опасно оставаться во Франции, нашёл убежище в Марокко, где группа интернационалистов под руководством Димитриса Ливератоса наладила деятельность подпольной оружейной мастерской. После победы Алжирской революции Пабло в 1962 году стал советником президента страны Ахмеда Бен Беллы по вопросам самоуправления в сельской местности. В Алжире Пабло пытался внедрить социалистические принципы самоуправления трудящихся и познакомился с Че Геварой.
В 1963 году состоялся объединительный конгресс, на котором произошло воссоединение большинства двух троцкистских тенденций — Международного комитета и Международного секретариата Четвёртого интернационала. Одним из инициаторов объединения выступила Социалистическая рабочая партия США и Джеймс П. Кэннон. На объединительном конгрессе Пабло выдвинул контр-резолюцию, которую поддержало меньшинство участников, а также резолюцию по Алжиру. При этом сторонники Пабло получили несколько мест в Международном исполкоме. Однако трения между сторонниками Пабло и большинством Интернационала нарастали, и в 1965 году они вышли из его состава.
После государственного переворота в Греции организовал кампанию солидарности и поддержки сопротивлению военной хунте.

## Вне Четвёртого интернационала
Центральной темой работ Мишеля Пабло в 1960-е — 1970-е годы являлось рабочее самоуправление. В начале 1970-х годов он был приглашён в Чили в качестве советника президента-социалиста Сальвадора Альенде. После падения режима «чёрных полковников» Пабло вернулся в Грецию. В 1980-е годы он отошёл от активной политической деятельности.
После выхода из Четвёртого интернационала Пабло организовал Революционную марксистскую тенденцию, которая затем стала называться Международная революционная марксистская тенденция (МРМТ). Это была небольшая тенденция, базировавшаяся во Франции и имевшая организации в Бельгии, Германии, Великобритании, Австралии и некоторых странах Латинской Америки. В 1994-1995 годах произошло воссоединение секций МРМТ с Воссоединённым Четвёртым интернационалом. Однако сам Мишель Пабло в Интернационал не вернулся.
Пабло поддерживал товарищеские отношения с такими крупными фигурами, как Сальвадор Альенде и Че Гевара, а также с португальским революционером Отелу Сарайва ди Карвалью и кипрским президентом архиепископом Макариосом III.
Похороны Пабло в Греции носили государственный статус, что довольно необычно для революционера. Это объясняется тем, что он сохранил дружеские отношения и с премьер-министром Андреасом Папандреу, который в молодые годы также был троцкистом.